# 로즈 엡두
로즈 아브두(Rose Abdoo, 1962년 11월 28일 ~ )는 미국의 배우이다.
시카고에서 태어났다.

## 출연 작품

### 영화
- 내 남자친구의 결혼식 (1997)
- 도망자 2 (1998)
- 굿 나잇 앤 굿 럭 (2005) - 밀리 러너 역
- 40살까지 못해본 남자 (2005)
- I Want Someone to Eat Cheese With (2006)
- Nurses (2007) - 도라 역
- 리걸리 브론디스 (2009)
- 헤이트 발렌타인데이 (2009)
- Goodnight Mr. Foot (2012) - 단편
- All Stars (2014)
- 케이크 (2014)
- Welcome to Me (2014) - 코니 역
- 옐로우 데이 (2015, Yellow Day)
- 몬스터 호텔 2 (2015) - 티켓 판매원 역 (애니메이션)
- Trust Fund (2016)

### 텔레비전
- 커브 유어 엔수지애즘 (2000)
- 길모어 걸스 (2002-07)
- 댓츠 소 레이븐 (2003-06)
- CSI: 뉴욕 (2005)
- 나의 직장상사는 코미디언 (2021-현재)